# نعمة الله الهاشمي
نعمة الله الهاشمي (بالفارسية: سید نعمت‌الله هاشمی‌نژاد) رجل دين شيعي إيراني. ويجيد إلى جانب اللغة الفارسية اللغتين الإنجليزية والعربية، وبعض اللغات المحلية في أفريقيا.

## ولادته ونشأته
ولد في قرية كاهان التابعة لمدينة نيسابور في إيران عام 1942، وانتقل بعدها للدراسة الحوزوية وأنهى فيها دراسة المقدمات والسطوح، ثم رحل إلى مدينة النجف العراقية لمواصلة الدراسة، فدرس على يد أبو القاسم الخوئي، ومحسن الحكيم، وحسين الشاهرودي.

## هجرته إلى خارج العراق
في عام 1969 وبعد أن حاز على إجازة الاجتهاد من بعض المراجع كالخوئي، والشيرازي وباقتراح وتشجيع من الأخير هاجر إلى لبنان للتبليغ.
وفي عام 1971 هاجر إلى أفريقيا للتبليغ فبادر إلى تأسيس بعض المؤسسات الثقافية والاجتماعية وإنشاء المكتبات العامة، وتأسيس مراكز التعليم والتربية الإسلامية، بالتعاون مع الجالية اللبنانية المقيمة في غرب القارة الأفريقية خصوصاً في دولة سيراليون، وقد بنى مسجداً كبيراً في مدينة فريتاون، حيث أقام لأول مرة صلاة الجمعة في هذه المدينة.
وحيث أنه كان خطيباً حسينياً، استطاع أن يقيم الشعائر الحسينية في غربي القارة الأفريقية، والتي كانت مجهولة تماماً هناك، وأن يفهم الناس هناك بأن عاشوراء هو يوم عزاء وحداد عام، وليس يوم فرح.

## وفاته
في آخر أيام حياته تعرض لجلطة دماغية في مدينة قم، ونقل على أثرها إلى قسم الإنعاش في مستشفى ميلاد بطهران، وأخضع هناك للعلاج مدة أربعة عشر يوماً ثم فارق الحياة بعدها في 23 ربيع الأول 1423 هـ، ودفن بمقبرة باغ بهشت في قم.

## مؤلفاته
- المرأة ريحانة.